# Jaan Poska
Jaan Poska (født 12. januarjul./24. januar 1866greg. i Jõgeva Vald, død 7. marts 1920 i Tallinn) var en estisk jurist og politiker. Han var ordfører i Tallinn og blev i 1918 Estlands første udenrigsminister.
Poska tog i 1890 juridisk eksamen ved Tartu Universitet og arbejdede derefter som advokat i Tallinn. Han var i årene 1913 til 1917 ordfører i Tallinn. I april 1917 blev Poska guvernør i Det autonome guvernement Estland. Efter at Maapäev, den estiske provinsforsamling, erklærede sig som landets øverste myndighed i november 1917, fulgte den estiske selvstændighedserklæring den 23. februar 1918. Poska blev den 24. februar udnævnt til udenrigsminister i Estlands første regering og virkede i denne stilling for international anerkendelse af Estland, blandt andet ved at deltage under fredsforhandlingerne i Paris i 1919. Poska trådte i 1919 tilbage som udenrigsminister, men fortsatte at spille en central rolle i estisk udenrigspolitik. Han ledede Estlands delegation under forhandlingerne med Sovjet-Rusland og undertegnede den 2. februar 1920 på vegne af Estland fredsaftalen, den såkaldte Tartu-fred, som indebar russisk anerkendelse af Estlands selvstændighed.